# Trzcinica (gromada w powiecie kępińskim)
Trzcinica – dawna gromada, czyli najmniejsza jednostka podziału terytorialnego Polskiej Rzeczypospolitej Ludowej w latach 1954–1972.
Gromady, z gromadzkimi radami narodowymi (GRN) jako organami władzy najniższego stopnia na wsi, funkcjonowały od reformy reorganizującej administrację wiejską przeprowadzonej jesienią 1954 do momentu ich zniesienia z dniem 1 stycznia 1973, tym samym wypierając organizację gminną w latach 1954–1972.
Gromadę Trzcinica z siedzibą GRN w Trzcinicy utworzono – jako jedną z 8759 gromad na obszarze Polski – w powiecie kępińskim w woj. poznańskim, na mocy uchwały nr 23/54 WRN w Poznaniu z dnia 5 października 1954. W skład jednostki weszły obszary dotychczasowych gromad Kuźnica Trzcińska, Piotrówka (bez miejscowości Różyczka) i Trzcinica oraz miejscowości Krok i Pomiany z dotychczasowej gromady Pomiany ze zniesionej gminy Laski w tymże powiecie. Dla gromady ustalono 18 członków gromadzkiej rady narodowej.
1 stycznia 1960 do gromady Trzcinica włączono obszar zniesionej gromady Wodziczna w tymże powiecie.
1 stycznia 1962 do gromady Trzcinica włączono obszar zniesionej gromady Laski w tymże powiecie.
Gromada przetrwała do końca 1972 roku, czyli do kolejnej reformy gminnej. 1 stycznia 1973 w powiecie kępińskim utworzono gminę Trzcinica.